# Liste der Biografien/Kaln
Liste der Biografien |
Portal Biografien |
Personensuche
# |
A |
B |
C |
D |
E |
F |
G |
H |
I |
J |
K |
L |
M |
N |
O |
P |
Q |
R |
S |
T |
U |
V |
W |
X |
Y |
Z |
?
 
Ka |
Kb |
Kc |
Kd |
Ke |
Kf |
Kg |
Kh |
Ki |
Kj |
Kl |
Km |
Kn |
Ko |
Kp |
Kr |
Ks |
Kt |
Ku |
Kv |
Kw |
Ky |
Kx |
Kz
 
Kaa–Kag |
Kah |
Kai |
Kaj |
Kak |
Kal |
Kam |
Kan |
Kao |
Kap |
Kar |
Kas |
Kat |
Kau |
Kav |
Kaw |
Kay |
Kaz
 
Kala |
Kalb |
Kalc |
Kald |
Kale |
Kalf |
Kalh |
Kali |
Kalj |
Kalk |
Kall |
Kalm |
Kaln |
Kalo |
Kalp |
Kals |
Kalt |
Kalu |
Kalv |
Kalw |
Kaly |
Kalz
Die Liste der Biografien führt alle Personen auf, die in der deutschsprachigen Wikipedia einen Artikel haben. Dieses ist eine Teilliste mit 30 Einträgen von Personen, deren Namen mit den Buchstaben „Kaln“ beginnt.

## Kaln

### Kalna
- Kalna, Inga (* 1972), lettische Opernsängerin der Stimmlage Sopran
- Kalnay, Eugenia (1942–2024), argentinische Meteorologin und Hochschullehrerin
- Kálnay, Juliana (* 1988), deutsch-argentinische Schriftstellerin

### Kalnb
- Kalnbērziņš, Jānis (1893–1986), lettischer kommunistischer Politiker

### Kalne
- Kalnein, Albrecht von (1611–1683), preußischer Staatsmann
- Kalnein, Heinrich von (* 1960), deutscher JazzmusikerHeinrich von Kalnein (* 1960)

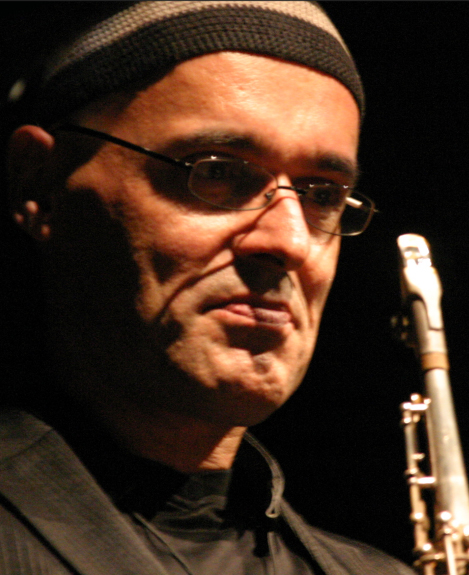
Heinrich von Kalnein (* 1960)

- Kalnein, Karl Erhard von (1687–1757), preußischer Generalleutnant der Infanterie und Chef des Infanterieregiments Nr. 4.
- Kalnein, Wend von (1914–2007), deutscher Kunsthistoriker und Schriftsteller

### Kalni
- Kalniete, Sandra (* 1952), lettische Politikerin, MdEP, Diplomatin und EU-Kommissarin
- Kalnietis, Mantas (* 1986), litauischer Basketballspieler
- Kalniņa, Klāra (1874–1964), Lettische sozialdemokratische Politikerin
- Kalniņš, Alfrēds (1879–1951), lettischer Komponist
- Kalniņš, Arnis (1935–2023), lettischer Wirtschaftswissenschaftler und Politiker
- Kalniņš, Brūno (1899–1990), lettischer sozialdemokratischer Politiker
- Kalnins, Harald (1911–1997), deutscher Geistlicher, Bischof der Evangelisch-Lutherischen Kirche
- Kalniņš, Imants (* 1941), lettischer Komponist und Politiker, Mitglied der Saeima
- Kalniņš, Jānis (1904–2000), kanadischer Komponist
- Kalniņš, Jānis (* 1991), lettischer Eishockeytorwart
- Kalniņš, Leonīds (* 1957), lettischer Generalleutnant i. R.
- Kalniņš, Pēteris (* 1988), lettischer Rennrodler
- Kalnitski, Viktor (* 1975), estnischer Brigadegeneral
- Kalnius, Antanas (* 1972), litauischer Politiker

### Kalno
- Kalnofoysky, Athanasius, Autor
- Kálnoki-Kis, Dávid (* 1991), ungarischer Fußballspieler
- Kálnoky, Gustav (1832–1898), österreichisch-ungarischer Staatsmann und Diplomat
- Kálnoky, Hugo Graf (1844–1928), österreichisch-ungarischer Offizier
- Kálnoky, Lindi (* 1935), österreichische Naturwissenschafterin und Politikerin (ÖVP), Mitglied des Bundesrates
- Kálnoky, Sámuel (1640–1706), Kanzler in Siebenbürgen
- Kalnoky, Tomas (* 1980), US-amerikanischer Sänger, Gitarrist, Songwriter

### Kalny
- Kalnyschewskyj, Petro (1691–1803), ukrainischer Kosakenführer und HeiligerPetro Kalnyschewskyj (1691–1803)

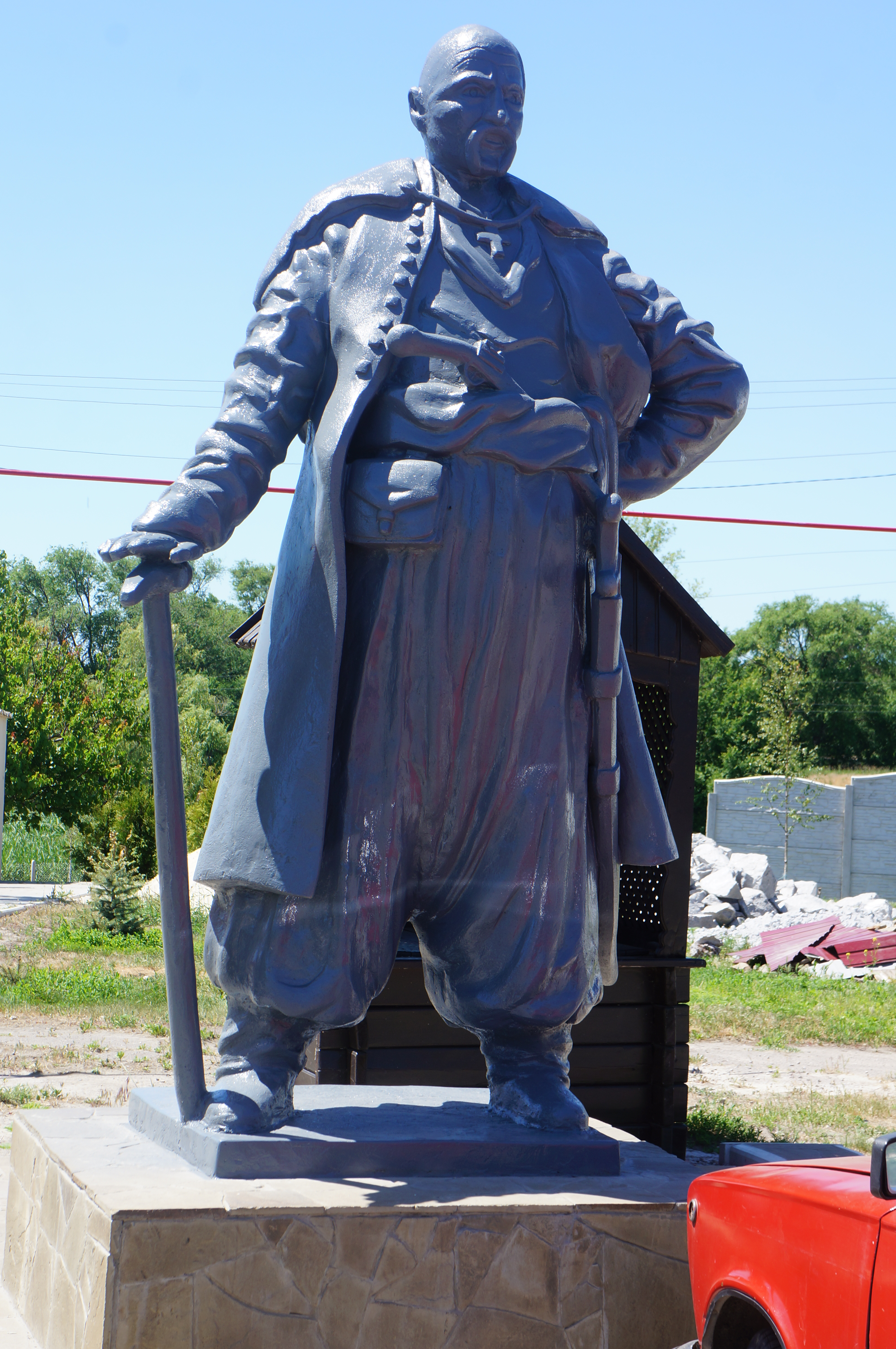
Petro Kalnyschewskyj (1691–1803)